# Goapele
Goapele est une compositrice et chanteuse de R&B et neo soul américaine née le 11 juillet 1977. De son vrai nom Goapele Mohlabane, Goapele signifie "Aller de l'avant" en tswana, langue d'Afrique du Sud.

## Biographie

### Les débuts
Elle est née à Berkeley en Californie d'une mère israélienne juive, Noa, et d'un père noir sud-africain, Douglas, qui était en exil politique. Ses parents se marièrent à Nairobi au Kenya. Goapele intégra l'école Berkeley Arts Magnet School à Berkley. Durant ces années, elle rejoignit un grand nombre d'associations combattant le racisme et le sexisme. Elle chanta aussi dans la chorale pour jeune d'Oakland et rejoignit un groupe nommé Vocal Motion. Après avoir été diplômée, Goapele étudia au Berklee College of Music à Boston où elle étudia la théorie de la musique.

### Closeret au-delà
En 2001, après avoir auto-produite son premier album, Closer, elle fonda le label Skyblaze Recordings avec son frère namane pour superviser sa carrière musicale. En 2002, elle sortit son premier album national, Even Closer, comprenant le titre "Closer", via le label Hieroglyphics Imperium Recordings. Closer figura aussi sur la bande originale du film Honey sorti en 2003. En 2004, Columbia et Sony Music Entertainment racheta Skyblaze Recordings et réédita l'album avec des titres additionnels. Elle coécrivit et coproduisit l'album entier, mélange de neo soul, trip hop, lieder et jazz. Elle partit en tournée en Amérique du Nord avec le groupe Spearhead.
Son troisième album, Change it All, contenant le titre "First Love", sortit en décembre 2005.

## Collaborations
En dehors de son travail solo, elle a collaboré avec des musiciens de la Côte Ouest des États-Unis, comme Aceyalone, E-40, Hieroglyphics, Zion I, Keak Da Sneak, SupremeEx, J Boogie, et Triple Threat. De plus, elle a écrit des textes pour le trio de jazz Soulive.

## Combat pour les droits de l'Homme
Le 14 septembre 2006, le centre californien Ella Baker pour les droits de l'Homme honora Goapele en lui remettant le trophée du Héros des Droits de l'Homme pour les 10 ans d'existence du centre, nommé pour l'occasion "Hommage à un rêve". À ce sujet, le Centre déclara par la suite : « Nous sommes fiers de décerner ce premier trophée à la chanteuse d'Oakland internationalement connue Goapele. Ces trois premiers albums Closer, Even Closer et Change it all ont obtenu les éloges des Rolling Stone, Billboard, Essence et Vibe. Mais bien qu'elle fût couronnée de succès, Goapele reste si proche et vraie avec sa communauté et dans la lutte pour les Droits de l'Homme. Nous avons pu voir son évolution et son travail depuis qu'elle et le centre Ella Baker ont débuté leurs activités respectives. Aujourd'hui, elle est encore à nos côté, attentive et impatiente qu'un jour meilleur se profile pour ceux qui en ont besoin ».
Le centre Ella Baker pour les Droits de l'Homme est une centre actif et caritatif. L'objectif de ce centre est de se battre pour la justice pour les quartiers déshérités des États-Unis.

## Discographie

### Albums
- 2001 : Closer
- 2002 : Even Closer
- 2005 : Change It All
- 2011 : Break Of Dawn
- 2014 : Strong As Glass

### Singles
- "Closer", 2002
- "Got It" (Remix) (featuring E-40), 2003
- "First Love", 2005
- "Love Me Right", 2006